# 112 км (зупинний пункт, Криворізька дирекція Придніпровської залізниці)
112 кілометр — пасажирський залізничний зупинний пункт Криворізької дирекції Придніпровської залізниці на електрифікованій лінії Кривий Ріг-Головний — Висунь між станціями Кривий Ріг-Західний (2 км) та Мусіївка (8 км). Розташований у Центрально-Міському районі міста Кривий Ріг (місцевості Осички, Антонівка) Дніпропетровської області.

## Пасажирське сполучення
Через зупинний пункт 112 км прямують приміські електропоїзди за напрямком Тимкове — Кривий Ріг-Головний / П'ятихатки / Нікополь, проте не зупиняються.